# Lemyrea krugii
Lemyrea krugii là một loài thực vật có hoa trong họ Thiến thảo. Loài này được (A.Chev.) A.Chev. mô tả khoa học đầu tiên năm 1939.